# Рогоз (Марамуреш)
Рогоз (рум. Rogoz) — село у повіті Марамуреш в Румунії. Адміністративно підпорядковане місту Тиргу-Лепуш.
Село розташоване на відстані 376 км на північний захід від Бухареста, 34 км на південний схід від Бая-Маре, 80 км на північ від Клуж-Напоки.

## Населення
За даними перепису населення 2002 року у селі проживали 1589 осіб, з них 1587 осіб (99,9%) румунів. Рідною мовою 1588 осіб (99,9%) назвали румунську.